# Kavallerie-Schützen-Regiment
Ein Kavallerie-Schützen-Regiment war im Ersten Weltkrieg ein für den Stellungskrieg umgewandeltes abgesessenes Kavallerie-Regiment.
Es entsprach in seiner Kampfkraft etwa einem Infanterie-Bataillon, seine drei bis vier  Schützen-Eskadrons jeweils den Infanterie-Kompanien. Zusätzlich verfügte es über eine Maschinengewehr-Eskadron mit sechs schweren Maschinengewehren und vier Minenwerfern. Insgesamt mussten bis Frühjahr 1918 51 Kavallerie-Regimenter absitzen, bei Kriegsende bestanden noch 32 unberittene bzw. Kavallerie-Schützen-Regimenter.
Siehe auch Kavallerie-Schützen-Division.
Im Zuge der Aufstellung Leichter Divisionen wurden ab Herbst 1937 eine Reihe von Kavallerieschützenregimentern aufgestellt. Diese Regimenter bildeten, zusammen mit den Krad-Schützen-Abteilungen, die infanteristische Komponente der Leichten Divisionen und gehörten zu den Schnellen Truppen. Sie bestanden aus zwei Kavallerie-Schützen-Abteilungen zu drei Schützenschwadronen, einer schweren Schwadron mit drei 3,7-cm-PaK 36, zwei leichten Infanterie-Geschützen 18 und sechs schweren (später mittleren) Granatwerfern 34.
Mit der Umwandlung der Leichten Divisionen in Panzer-Divisionen Ende 1939/Anfang 1940 wurden die Kavallerieschützenregimenter  in Schützen-Regimenter umgewandelt die später in Panzergrenadier-Regimenter umbenannt wurden.